# ポロネーズ第2番 (ショパン)
フレデリック・ショパンのポロネーズ第2番（ポロネーズだいにばん）変ホ短調作品26-2は、前作と同時期に作曲された。
変ホ短調のくぐもった響きから「シベリアポロネーズ」と呼ばれることもあり、前作の陰に隠れがちながら劇的な部分もある作品である。複合三部形式。
Maestoso
冒頭はB-Ces-A-B-Esのユニゾン。As音を半音上げている点に作風が現れている。accelerandoとritardandoとを組み合わせて速度変化をつける。不気味な雰囲気を醸し出している。
ポロネーズリズムに乗って右手が音階進行を遂げるとGes音の頂点に達する。ショパンには珍しく最強音の指示が出ている。
Meno mosso
ロ長調。落ち着いてはいるが、どこか特異な情感を内包した中間部。
再び主部が再現され、力ないコーダで漠然と幕を閉じる。